# Antonio Targioni Tozzetti
Antonio Targioni Tozzetti (Firenze, 30 settembre 1785 – Firenze, 18 dicembre 1856) è stato un chimico e botanico italiano.

## Biografia
Figlio di Vittoria Campana e Ottaviano Targioni Tozzetti e nipote di Giovanni, prosegue la carriera familiare di medico e botanico, che sarà ancora seguita dal nipote Adolfo, figlio di suo fratello Giovanni.
Nel 1804 si iscrive all'Università di Pisa, dove si laurea tre anni più tardi. Nel 1811, dopo aver fatto pratica all'Ospedale di Santa Maria Nuova, diviene docente della Cattedra di Chimica presso il Conservatorio di Arti e Mestieri di Firenze, alle cui lezioni assiste anche Antonio Meucci. 
I suoi interessi spaziano nei diversi campi scientifici e nel 1815 coglie l'occasione di una visita fiorentina di Humphry Davy, chimico inglese conosciuto al tempo, per tradurre il lavoro dedicato agli "elementi di chimica": Elements of agricultural chemistry.
Affianca il padre nel lavoro di medico fiscale e subentra a lui nel 1824, e nel 1829 è direttore del Giardino dei Semplici, l'attuale Orto Botanico del Museo di Storia Naturale dell'Università di Firenze e sempre nello stesso anno prende l'incarico, che fu del padre, di professore di botanica e materia medica all'Arcispedale di Santa Maria Nuova. Di questa esperienza restano le sue lezioni in forma manoscritta, che, con altri documenti, formano una raccolta conservata alla Biblioteca Nazionale Centrale di Firenze.
Si sposa nel 1821 con Francesca Ronchivecchi (Fanny), anima del salotto letterario fiorentino, presso la loro abitazione in Via Ghibellina, più frequentato da intellettuali e artisti del tempo, personalità di spicco cui si ispirò Giacomo Leopardi per il Ciclo di Aspasia. Con lei ebbe quattro figlie Enrichetta (nata e morta nel 1822), Giulia (1824-1891), Teresa (1826-1880) e Adele (morta nel 1900).
Bibliotecario dell'Accademia della Crusca dal 1845 al 1848 e Accademico della Crusca, collabora alla realizzazione di voci scientifiche del Vocabolari; è inoltre membro dell'Accademia dei Georgofili, nonché socio corrispondente dell'Accademia delle Scienze di Torino.
Partecipa attivamente a diversi Congressi degli Scienziati italiani: alla Terza Riunione a Firenze (1841) dove presenta la sua opera Catalogo delle piante coltivate nell’orto botanico-agrario di Firenze, e con l'accompagnamento del nipote Adolfo Targioni Tozzetti alla Quinta Riunione di Lucca (1843) e alla Settima a Napoli (1845).
Le conoscenze apprese in vari settori delle scienze, dalla medicina alla chimica,  dalla botanica  alla agronomia lo portano a cimentarsi in diversi ambiti, non solo speculativi ma anche pratici, così da ottenere riconoscimenti ed onorificenze per l'apporto allo sviluppo delle attività artigianali e industriali da parte del Granduca Leopoldo II di Toscana nel 1853, con la Decorazione del merito industriale di prima classe dell’Ordine Industriale e, nel 1855 con la croce del merito civile (o di S. Giuseppe).
Nell'ambito degli studi pratici e applicati sono da ricordare anche le sue analisi delle varie sorgenti termali e minerali esistenti in Toscana che ne misero in luce i particolari pregi: nel 1830 analizza per la prima volta le acque termali di Castrocaro, ma le sue indagini si estendono a varie altre acque, compreso ad esempio quelle di Rapolano Terme e di Chianciano Terme.
Durante l'epidemia di colera  del 1855 a Firenze in virtù delle sue competenze Targioni Tozzetti viene chiamato a far parte della deputazione Sanitaria: ultimo incarico pubblico poiché la morte sopraggiunge nel 1856. Viene sepolto nella Basilica di Santa Croce, dove già erano stati tumulati il padre Ottaviano e il nonno Giovanni.

## Archivio e Biblioteca
Il fondo archivistico e documentario della famiglia Targioni Tozzetti, collocato presso l'abitazione di Via Ghibellina è poi confliuito in diverse istituzioni cittadine: una parte è conservata presso la sede del Polo Scientifico della  Biblioteca di scienze dell'Università di Firenze (dove è confluita la biblioteca di Biologia animale dalla storica sede presso La Specola in via Romana), in cui si trovano parte delle carte di Antonio, pervenute tramite il lascito del nipote Adolfo Targioni Tozzetti.
Presso la Biblioteca Nazionale centrale di Firenze, sono conservati altri documenti di Antonio nel Fondo Palatino Mss. Targioni Tozzetti, 242-363, e altri ancora si trovano all'Archivio Storico dell’Accademia dei Georgofili di Firenze.
Inoltre parte delle carte personali sono conservate presso l’Archivio di Stato di Firenze, tra le Carte Tabarrini: una delle quattro figlie avute dal matrimonio con Fanny, Adele, era infatti moglie di Marco Tabarrini.

## Pubblicazioni

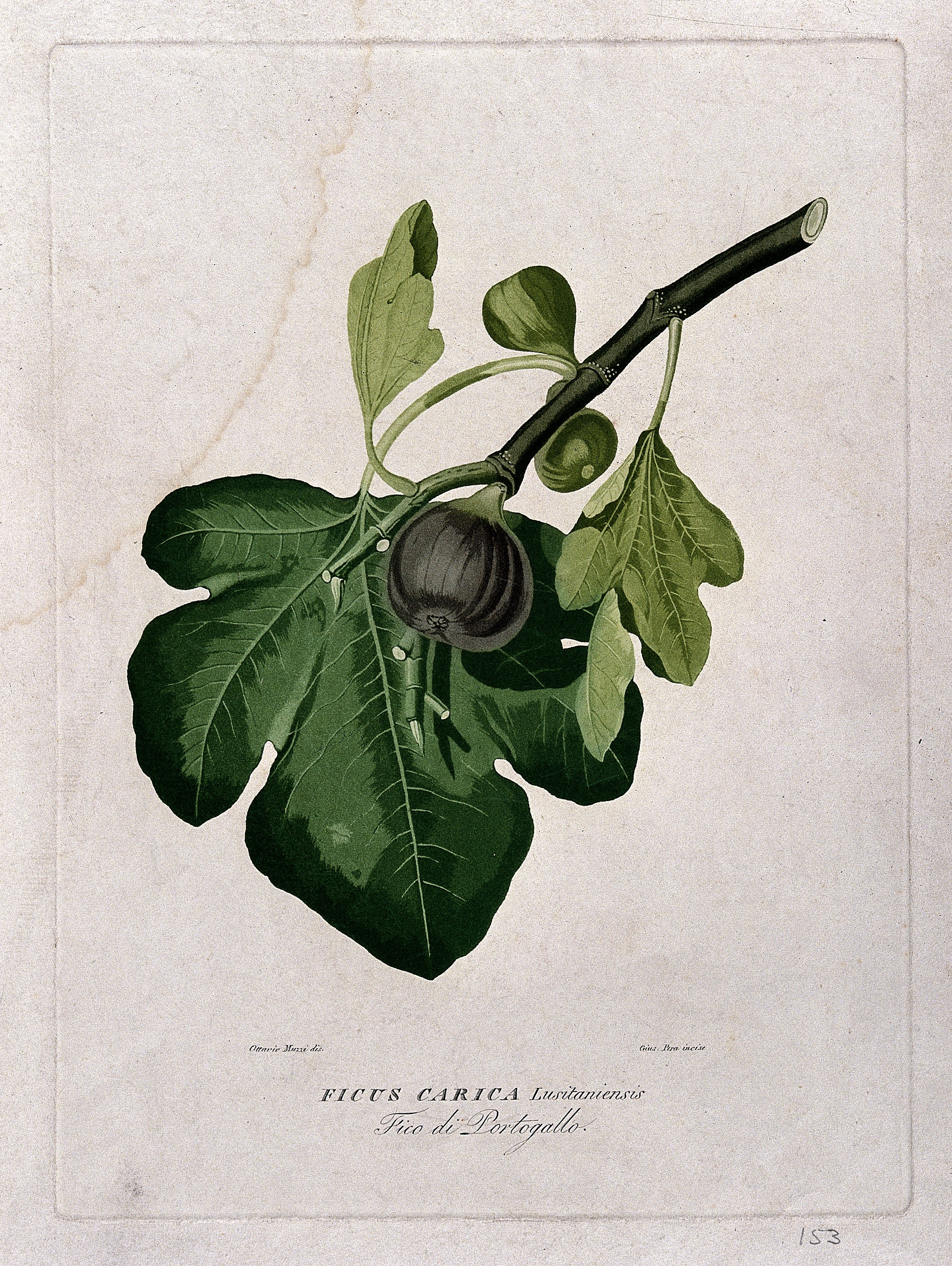

### Opere selezionate
- Fiori, frutti ed agrumi più ricercati per l’adornamento dei giardini, Firenze 1825
- Raccolta di fiori, frutti ed agrumi: più rícercatí per l'adornamento dei giardini, disegnati al naturale da vari artisti, Regia Società toscana di orticultura, Firenze 1822
- Sommario di botanica e materia medico-farmaceutica, Firenze 1828 (rist. 1847)
- Catalogo delle piante coltivate nell’orto botanico-agrario detto dei Semplici in Firenze l’anno 1841, Firenze 1841
- Rapporto della pubblica esposizione dei prodotti di arti e manifatture toscane eseguita in Firenze nel settembre 1847, Firenze 1847
- Elenco delle piante osservate a Rapolano nel Senese, Firenze 1834
- Corso di botanica medico-farmaceutica e di materia medica, Firenze : Vincenzo Batelli , 1847
- Cenni storici sulla introduzione di varie piante nell'agricoltura ed orticoltura toscana, Tipografia Galileiana, Firenze, 1853.  Questo libro, un catalogo sulle fonti italiane antiche relative alla storia delle piante coltivate in Toscana, fu molto citato dagli autori di botanica successivi, come Alphonse de Candolle (Origine des plantes cultivées, 1882) e Edward Sturtevant (1919). Anche Charles Darwin se ne interessò nel 1862, chiedendone informazioni a George Bentham[8]. Disponibilità del testo
  -  OpenLibrary, su openlibrary.org.
  - anche in  BHL, su biodiversitylibrary.org., dove si può leggere (e copiare) l'intero testo.
  - libro intero wikificato in  Pl@ntUse, su uses.plantnet-project.org.
  - riprodotto in  books.google.it,  https://books.google.it/books?id=RLfUsO44HmcC&newbks=1&newbks_redir=0&printsec=frontcover&dq=cenni+storici+antonio+targioni&hl=it&redir_esc=y#v=onepage&q=cenni%20storici%20antonio%20targioni&f=false. Ospitato su Google libri.

### Traduzioni
- Humphry Davy, Elementi di chimica rurale, a cura di Nicola Columella Onorati, traduzione di Antonio Targioni Tozzetti, vol. 1, Napoli, Giovanni de Bonis, 1815.